# Kette
Kette (ou Kete, Kété, Nazerkékédé, Nazerkekede) est une commune du Cameroun située dans la région de l'Est et le département de la Kadey, à proximité de la frontière avec la République centrafricaine.

## Population
Lors du recensement de 2005, la commune comptait 31 129 habitants, dont 4 951 pour Kette Ville.

## Structure administrative de la commune
Outre Kette proprement dit, la commune comprend les localités suivantes :
- Bedobo
- Beke Chantier
- Beke Route
- Bossia
- Boubara
- Gbakine
- Gbiti
- Gogazi
- Gogoboua
- Goue
- Houpi
- Koumbe Tiko
- Koya
- Lala
- Ligue
- Lingbim I
- Loma
- Mama
- Mborguené
- Mbosso
- Mboumama
- Mont Kana
- Nambora
- Ndongsoumbou
- Ndonlibo
- Ngassa
- Ngonkora
- Nguesse
- Oundjiki
- Taoule
- Tezoukpe
- Tikela
- Tiko
- Tikolo
- Timangolo
- Tissanda
- Wantamo
- Zalingo